# Wojciech Hetkowski
Wojciech Wiesław Hetkowski (ur. 9 grudnia 1951 w Warszawie) – polski przedsiębiorca i samorządowiec. W latach 1984–1991 wiceprezydent, a w latach 2001–2002 prezydent Płocka.

## Życiorys
Syn Danuty i Tadeusza. W 1976 ukończył studia na Politechnice Warszawskiej, następnie odbył studia podyplomowe z zakresu organizacji i zarządzania dla inżynierów na Uniwersytecie Warszawskim oraz studium zarządzania własnością firmy w Szkole Głównej Handlowej.
Od 1977 działał w PZPR, w latach 80. pełnił zaś funkcję przewodniczącego Zarządu Wojewódzkiego ZSMP w Płocku. Od stycznia do lutego 1984 zasiadał w egzekutywie płockiego Komitetu Wojewódzkiego PZPR. W latach 1984–1991 sprawował funkcję wiceprezydenta Płocka, następnie zajął się działalnością gospodarczą na własny rachunek w branży samochodowej. Zasiadał w radzie miejskiej, pełniąc od 1998 obowiązki jej przewodniczącego. W 2001 powrócił do pracy w zarządzie miejskim, obejmując funkcję prezydenta Płocka z ramienia SLD, którą sprawował do 2002. Bez powodzenia ubiegał się o reelekcję w pierwszych wyborach bezpośrednich wójtów, burmistrzów i prezydentów miast, przegrywając z Mirosławem Milewskim. Został oskarżony o rzekomą próbę sfałszowania wyników II tury wyborów w mieście – po kilku latach sąd rejonowy uniewinnił go od popełnienia zarzucanych mu czynów.
Po odejściu z urzędu powrócił do wykonywania zawodu przedsiębiorcy, m.in. jako prezes zarządu „Orlen Asfalt” (2003–2005), następnie jako doradca handlowy spółki „Trident” działającej w branży samochodowej i nieruchomościowej. Zasiadł w radach nadzorczych kilku spółek (m.in. „Media Planet”, „Atlantis” i „Holiday Planet”). Stał na czele organizacji miejskiej SLD w Płocku. W wyborach w 2010 ponownie bez powodzenia ubiegał się o urząd prezydenta, uzyskując jednocześnie mandat radnego rady miejskiej, który utrzymał również w 2014. W 2018 nie uzyskał reelekcji. W lipcu 2019 odszedł z SLD.
W 2002 odznaczony Złotym Krzyżem Zasługi.